# Krynica (gmina)
Krynica (początkowo Krynica-Wieś) – dawna gmina wiejska istniejąca w latach 1934–1949 w województwie krakowskim (dzisiejsze woj. małopolskie). Siedzibą władz gminy była Krynica-Wieś (obecnie część Krynicy-Zdroju).
Wiejska gmina zbiorowa Krynica-Wieś została utworzona 1 sierpnia 1934 roku w powiecie nowosądeckim w woj. krakowskim z dotychczasowej jednostkowej gminy wiejskiej Krynica-Wieś.
Po wojnie gmina zachowała przynależność administracyjną.
Gmina Krynica została zniesiona 1 stycznia 1950 roku, a jej obszar włączony do miasta Krynica.
Uwaga: Gminy Krynica z lat 1934–49 nie należy mylić z gminą Krynica utworzoną w 1976 roku, nie tylko ze względu na okres istnienia ale także ze względu na zasięg terytorialny. Gmina Krynica z lat 1934–49 składała się tylko z jednej wsi – Krynicy-Wsi. Gmina Krynica (od 2002 gmina Krynica-Zdrój) została utworzona 1 stycznia 1976 po przemianowaniu wielowioskowej gminy Tylicz (istniejącej równolegle do gminy Krynica(-Wieś) w latach 1934–49 a następnie osobno w latach 1950–54 i 1973–76) na gminę Krynica; w 1992 roku gminę Krynica zintegrowano z miastem Krynica we wspólną gminę miejsko-wiejską.